# Nagypestény

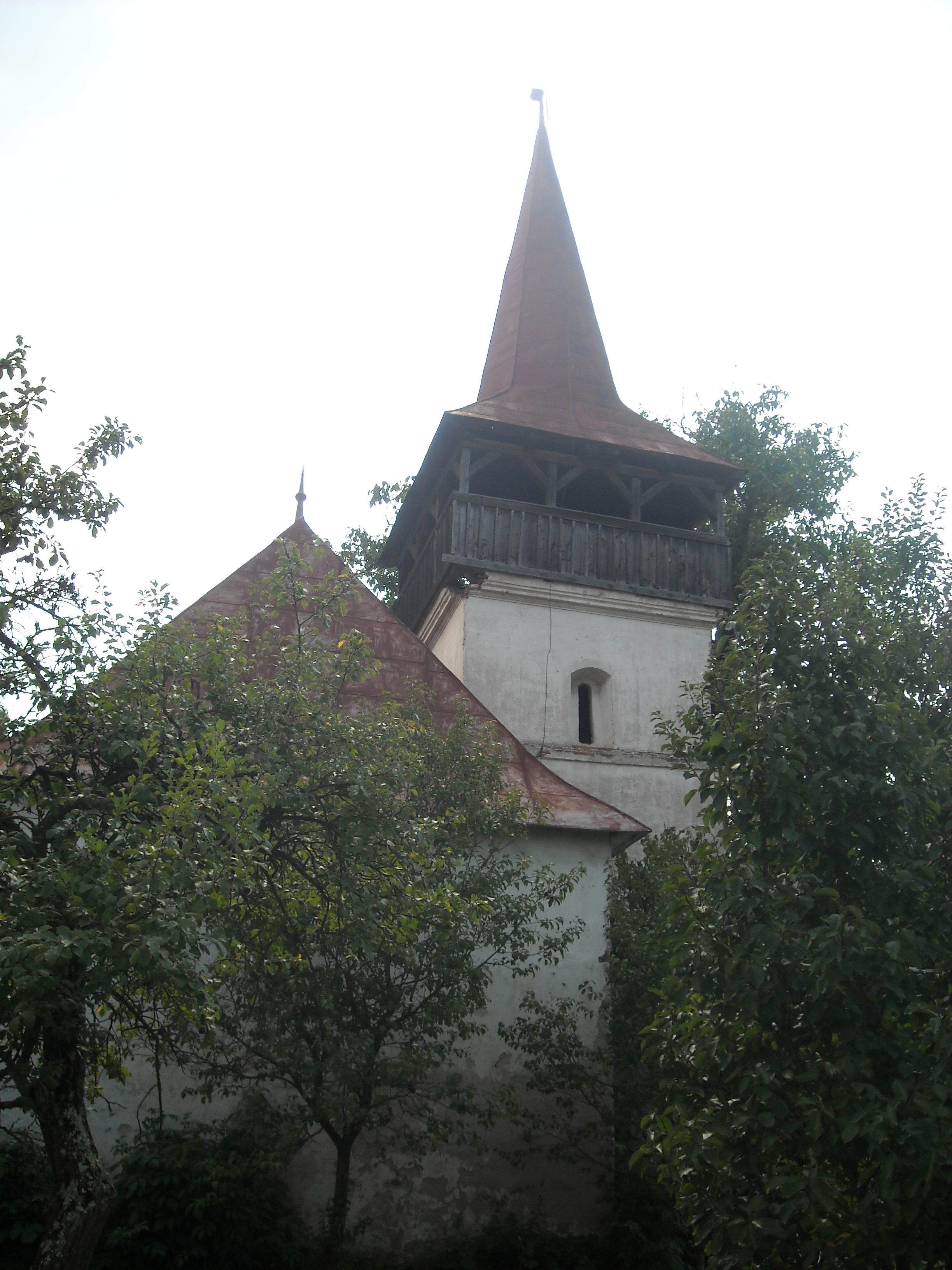
A református templom

Nagypestény (románul: Peșteana) falu Romániában, Erdélyben, Hunyad megyében.

## Fekvése
A Hátszegi-medence nyugati peremén, Hátszegtől 13 kilométerre délnyugatra fekszik.

## Nevének eredete
Neve délszláv eredetű, jelentése 'homokiak' (vö. Pöstyén nevével). Első biztos említése 1404-ből való, Pesten alakban. Ezután 1411–12-ben Pestienee, 1430-ban Pestyen, 1492-ben Nagh Pesthyen.

## Története
Egy 1360-ból datált oklevél a Possana-i Balk román papról emlékezik meg. Birtokosaiból ágaztak el az 1519-ben összeírt Alsó, Csók, Filep, Illyés, Jár, Kamarás, Károly, Lehi, Nagy, Pap és Román családok. A 16. századtól 1883-ig református anyaegyházközsége volt. 1786-ban hatszáz lakosának 46%-a volt jobbágy, 27%-a zsellér és 24%-a nemes. Református egyházát ekkoriban a Zeyk, Naláczi és Kendeffy családok pártfogolták. Bár korán, már 1874-ben állami, magyar tannyelvű iskolát alapítottak a faluban, magyarul nagyrészt nem beszélő református hívei lassan felekezetileg is beolvadtak a többségi román lakosságba.
1850-ben 655 lakosából 482 vallotta magát román, 144 magyar és 21 cigány nemzetiségűnek; 558 görögkatolikus és 74 református vallásúnak.
1910-ben 684 lakosából 555 vallotta magát román és 126 magyar anyanyelvűnek; 552 görögkatolikus és 111 református vallásúnak.
2002-ben mind a 436 lakosa román nemzetiségűnek vallotta magát; 399 volt ortodox, 33 pünkösdista és 3 református vallású.

## Nevezetességek
- Református templomának építési ideje bizonytalan. A torony bejárata feletti két nyílás egykor talán felvonható kaput tartott. Az épületet a kis létszámú gyülekezet a 20. század végéig lelkiismeretesen gondozta, de a 2000-es évekre a hívek szinte teljesen elfogytak.[2]
- Ortodox (korábban görögkatolikus) temploma valószínűleg a középkor végén épült. A szentély és a hajó eltérő építési idejét a falak különböző vastagsága és a szentélynek a hajó hossztengelyéhez képesti 5-6 fokot eltérése árulja el. A Rudolf Wagner által irányított restaurálás 1924–26-ban nagyrészt elpusztította értékes belső festését.[3]
- Volt Mara-udvarház.[4]
- A Hátszeg vidéki Múzeum anyagát Anton Socaciu állította össze a 2000-es években, népi használati tárgyakból.[5]
- A falutól délnyugatra a Feneketlen tó nevű tőzegláp, a kereklevelű harmatfű nevű rovarevő növény élőhelye. A bemerészkedés életveszélyes, ugyanis csak a legnagyobb szárazságok idején lesz olyan vastag a mohaszőnyeg, hogy a közepén is elbírjon egy embert.[6]

## Képek

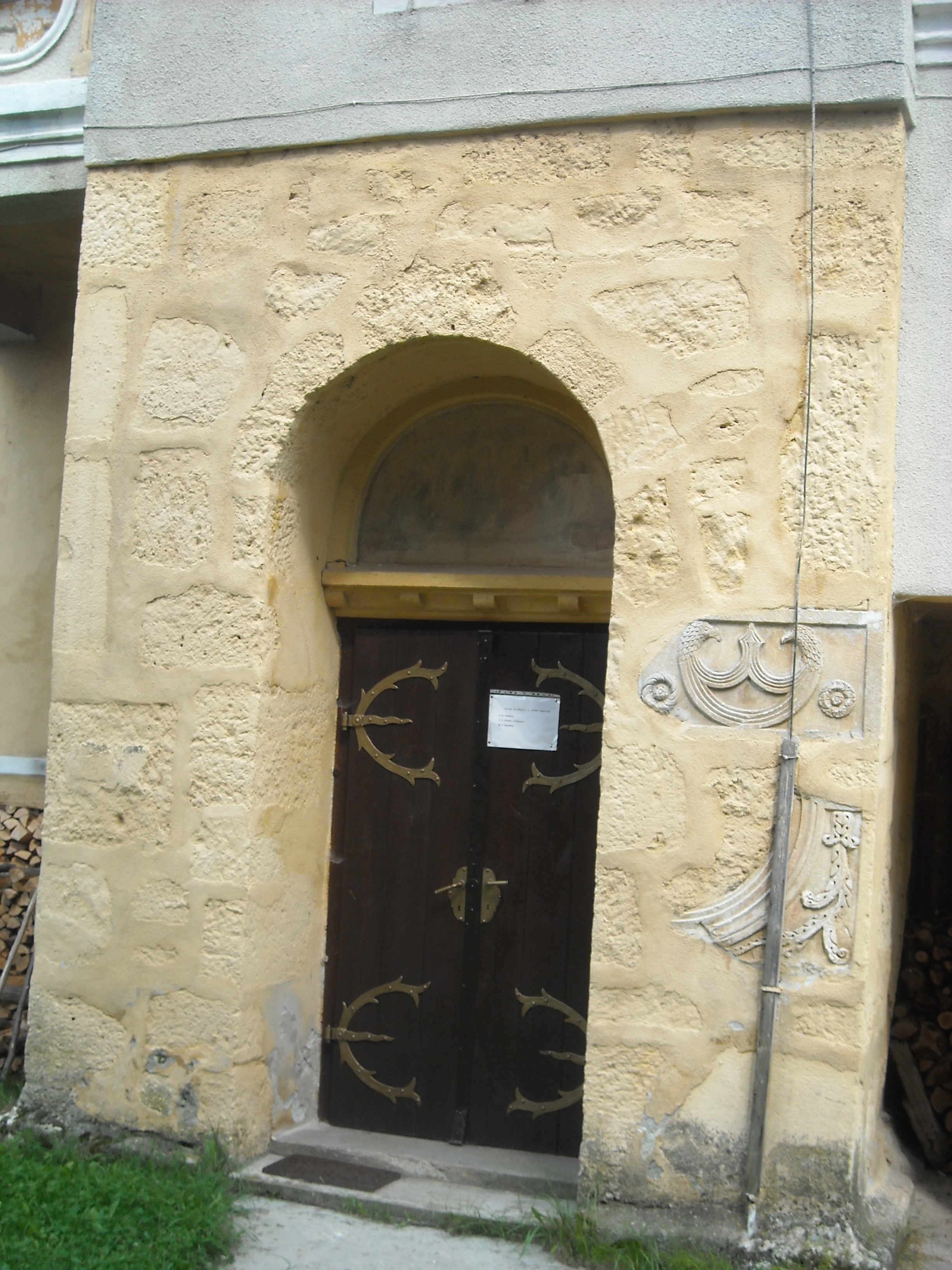
Az ortodox templom kapuzata
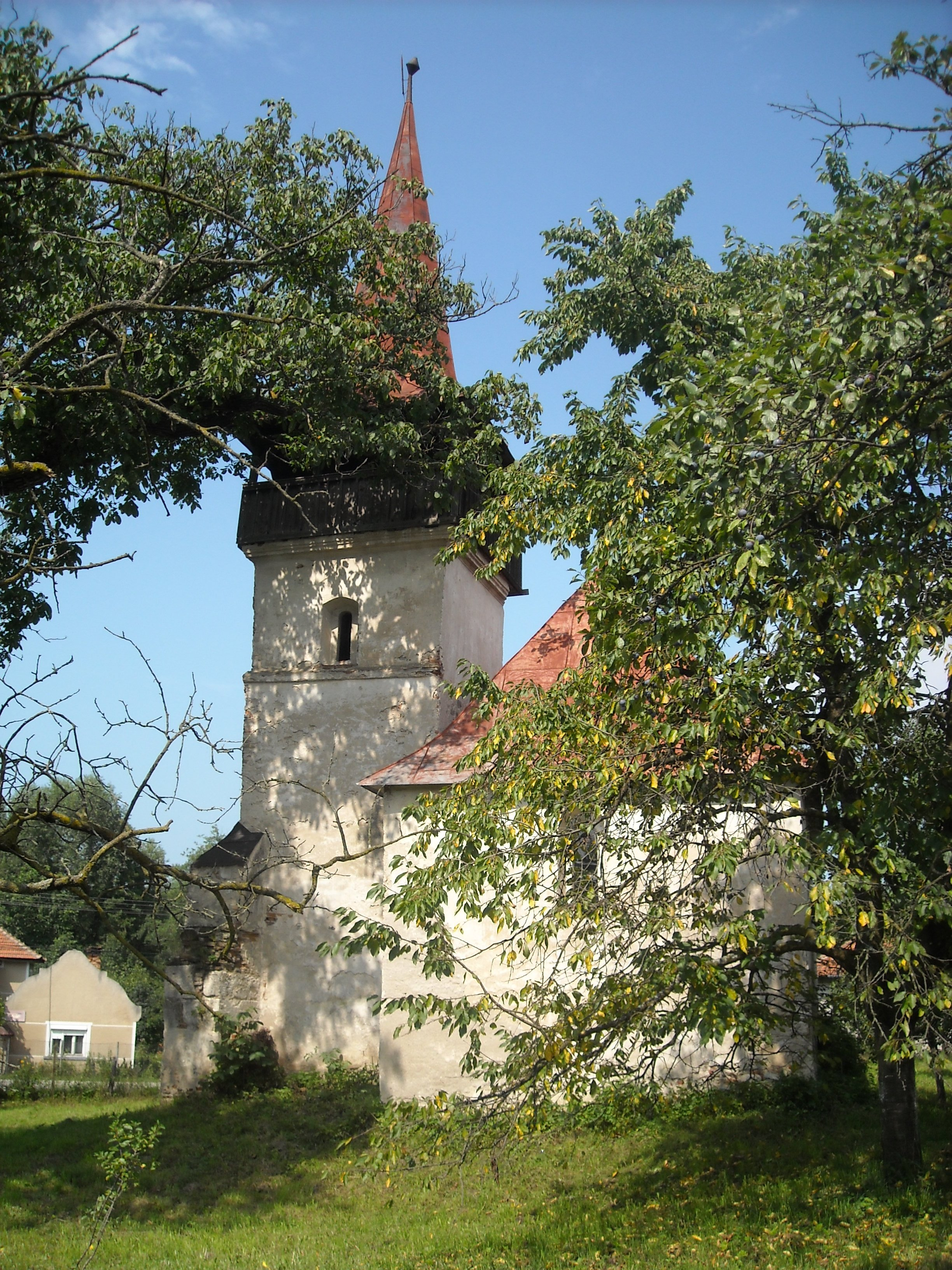
Református templom
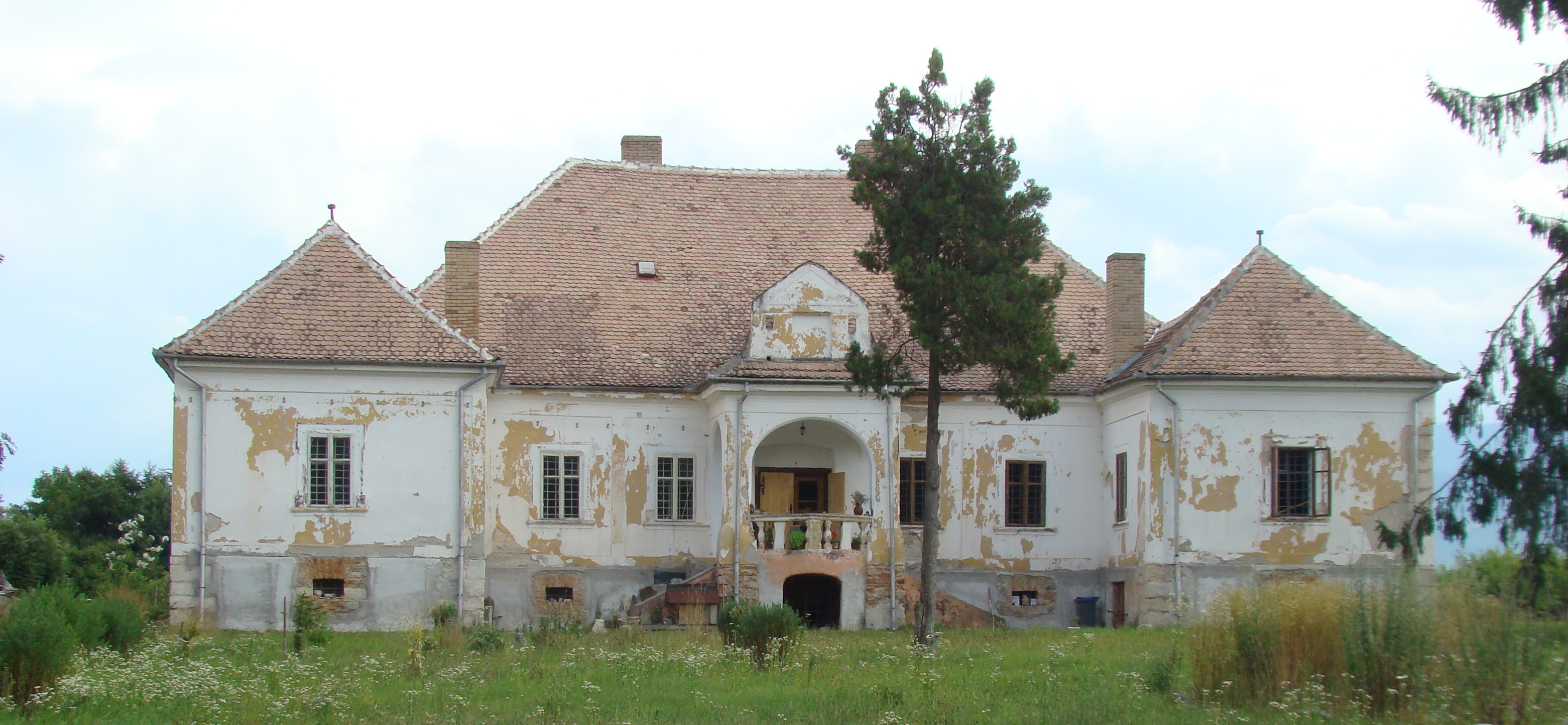
Mara-udvarház
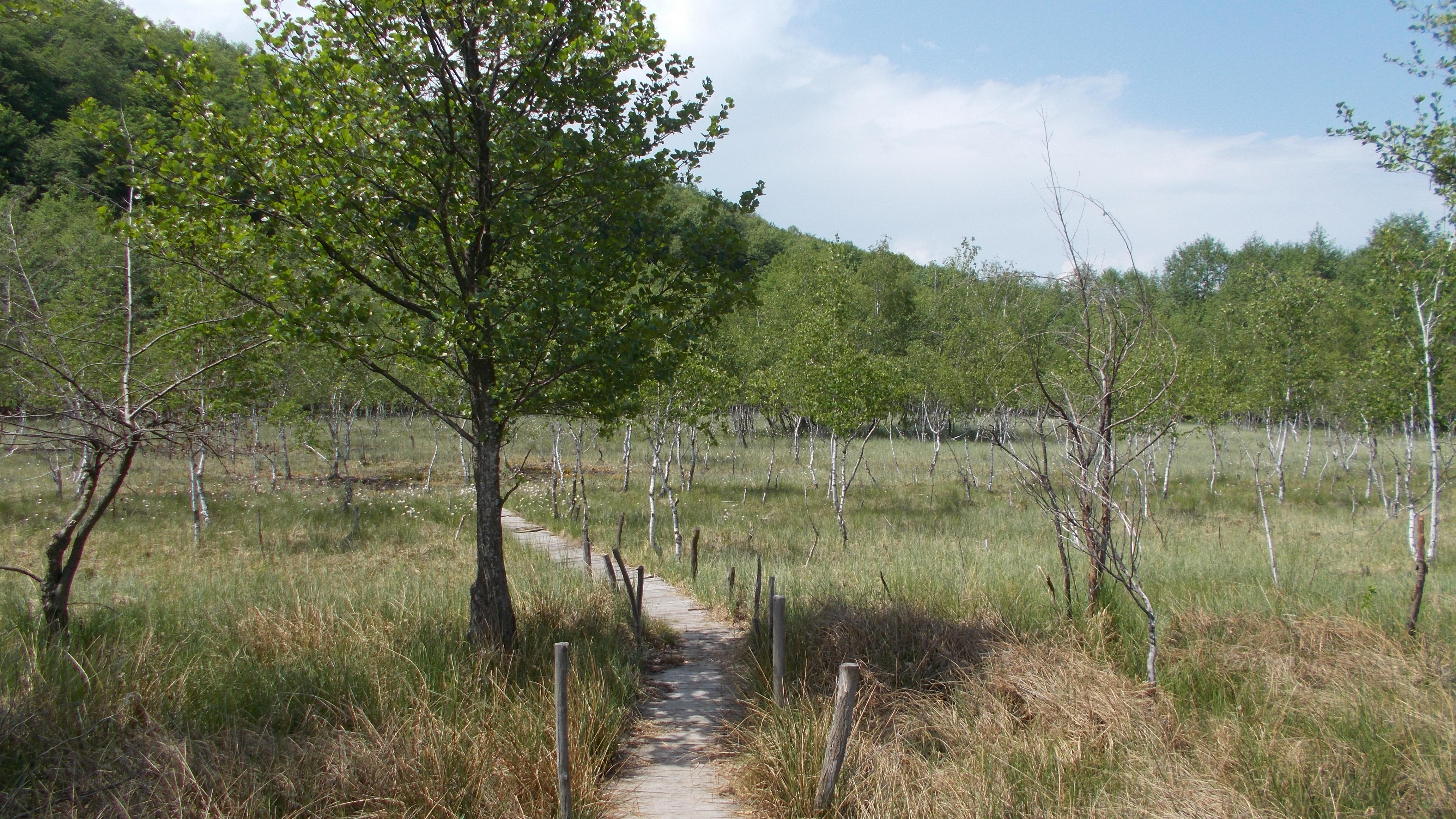
Tőzegláp
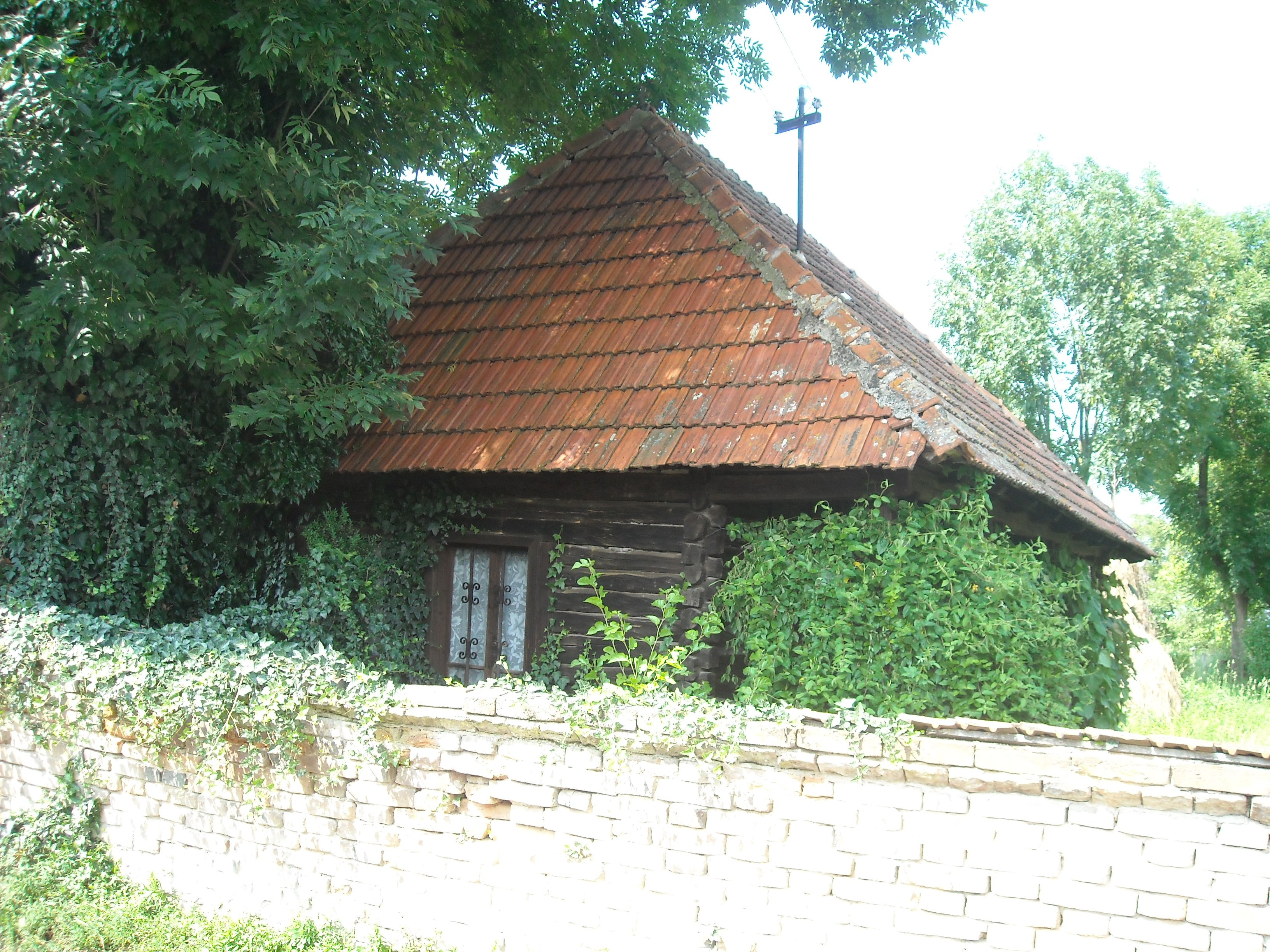
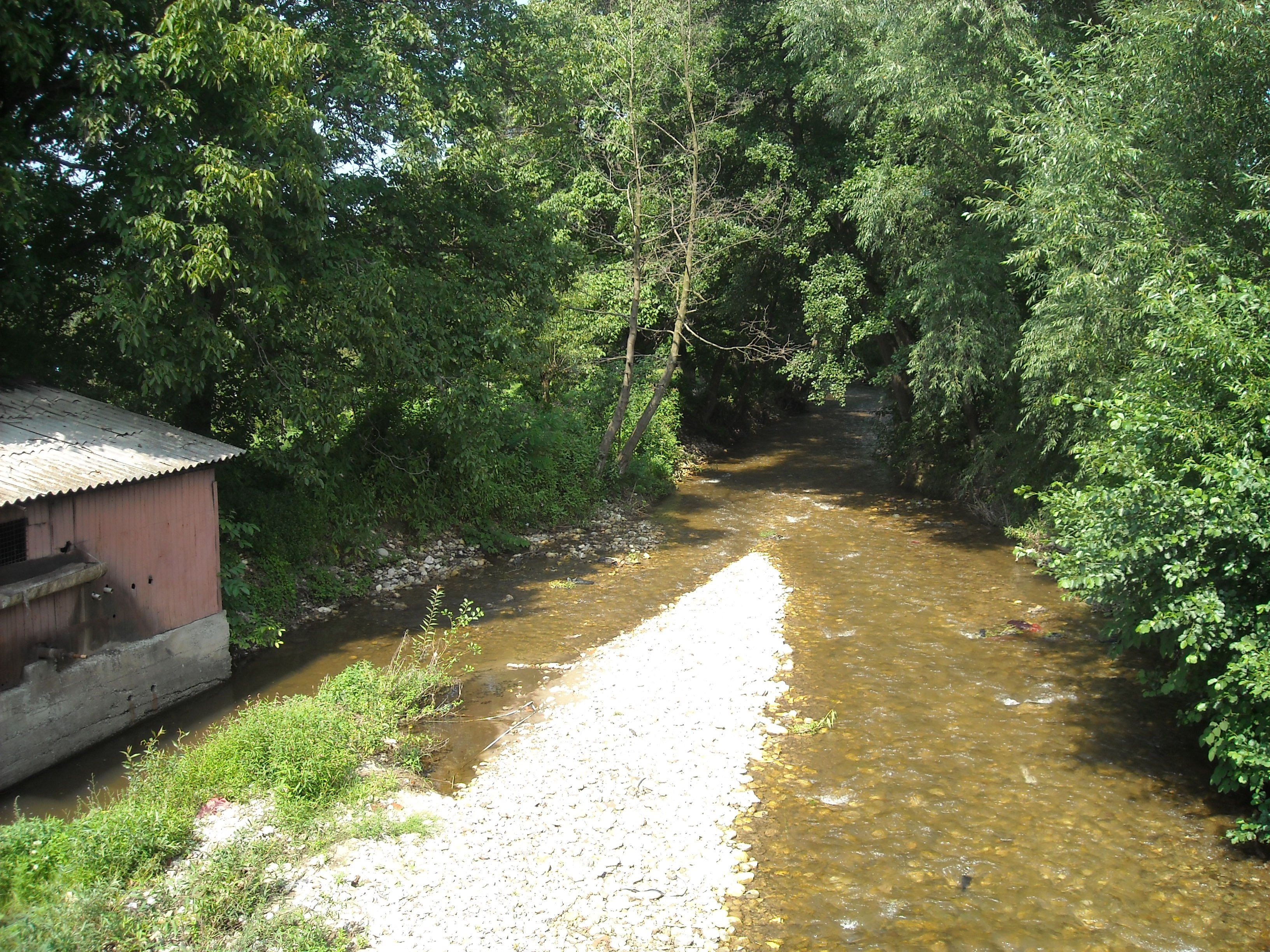